# Metehara
Metehara è una città della zona di Misraq Shewa dell'Oromia, in Etiopia. 
Situata ad un'altitudine di 947 m sul livello del mare, la località è servita dall'omonima stazione ferroviaria sulla linea Addis Abeba–Gibuti. 
Nella città si tiene il mercato del bestiame ogni martedì.

## Storia
I primi visitatori giunti nel primo decennio del XX secolo descrissero la zona come un'area vulcanica disabitata situata tra gli insediamenti delle comunità Afar, Karayu Oromo e Amhara. Prima dell'invasione italiana, è registrato l'insediamento di un tedesco chiamato Neitzel che ottenne una concessione per coltivare cotone e caffè. Oltre a ciò, poche persone aiutarono la zona fino all'arrivo dell'azienda olandese Handelsvereeningung Amsterdam (HVA), che realizzò a Metehara una fabbrica per la lavorazione dello zucchero, dopo essere stata espulsa dall'Indonesia nel 1954.
Nel 1970, la comunità Karayu organizzò una manifestazione armata a Metehara, dove distrusse le recinzioni e gli edifici all'interno della piantagione della HVA. Il 3 febbraio 1975 il regime Derg annunciò che la piantagione di zucchero e gli investimenti olandesi sarebbero stati nazionalizzati.
Durante la siccità del 2002, un leader Karayu venne ucciso a Metehara, aumentando le tensioni tra le etnie Karayu ed Afar, i quali si rifiutarono di partecipare ai commerci del mercato del martedì per tutto il periodo della siccità.

## Luoghi di interesse
Tra i luoghi di interesse, si segnalano la chiesa di Mikael Bet, il monte Fentale a nord e il lago salato Basaka a sud della città.

## Società

### Evoluzione demografica
Il censimento nazionale del 1994 registrò una popolazione totale di 11.934 abitanti, di cui 5.837 maschi e 6097 femmine, che la portò ad essere la più grande città del woreda di Fentale.
In base ai dati del 2005 dell'Agenzia Centrale di Statistica nel 2005, Metehara ha una popolazione totale stimata di 21.348 abitanti, di cui 10.763 uomini e 10.585 donne. 
La città è abitata da persone di etnia Oromo, (clan dei Karayyu) e Somali, (clan dei Gadabursi ed Issa)